# Крушельницький Зіновій Володимирович
Зіновій Володимирович Крушельницький (нар. 21 лютого 1953, Яблунівка, нині Язловець Бучацького району Тернопільської області, Україна) — український господарник, ветеринар, громадський діяч. Заслужений працівник ветеринарної медицини України (2003).

## Життєпис
Закінчив Львівський зооветеринарний інститут (1975, нині Академія ветеринарної медицини). Працював головним ветлікарем колгоспу «Золотий колос» Бучацького району.
У 1982–2001 — головний ветлікар Бучацького району. Від 2001 — начальник управління ветеринарної медицини Тернопільської області.
Член Народної партії Литвина. Співавтор книги «Історія ветеринарної медицини Тернопільщини» (2004).
6 грудня 2013 р. був відсутнім на засіданні під час голосування депутатів Тернопільської облради щодо висловлення недовіри голові Тернопільської ОДА В. Хоптяну.